# 鎮海高等海員養成所
鎮海高等海員養成所（ちんかいこうとうかいいんようせいじょ）は大韓民国海洋大学校の前身として、1919年から1945年の間、日本統治時代の朝鮮に設置された船員養成学校である。

## 概要
現韓国慶尚南道付近に所在し、卒業後は本土の商船学校と同等の資格を得た。1945年8月15日、横須賀海兵団において教育訓練中であった海軍予備員候補者（高等商船学校、商船学校、鎮海高等海員養成所生徒）による東京特別陸戦隊の編成に際しては、鎮海海員養成所出身者のみが隊員から除外された。また海軍兵学校が外地人の入校を認めていなかったこともあり、独立後、本校出身の多くが韓国海軍に将校として入隊、その発展に貢献した。
1919年9月19日、仁川にて開校した。正式名称は朝鮮総督府逓信局海員養成所であり、1940年に逓信局高等海員養成所、1943年12月に所属が総督府交通局に変わるにつれて交通局高等海員養成所に改称した。1919年9月から1927年7月までの仁川にあった時期は仁川高等海員養成所、そこから1945年8月まで鎮海にあった時期は鎮海高等海員養成所に区分する場合もあるが、通常は仁川時期も合わせて鎮海高等海員養成所と呼ぶ。

## 卒業生
- 朴沃圭（航海科2期[2]、第2代海軍参謀総長）
- 鄭兢謨（機関科別科[3]、第3代海軍参謀総長）
- 李成浩（航海科23期[3]、第5代海軍参謀総長）